# Діва (знак зодіаку)

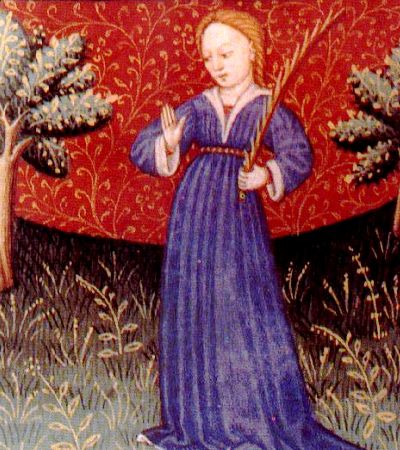
Діва

Діва (лат. Virgo, дос. «Незаманий/Незаймана») — шостий знак зодіаку, відповідний сектору екліптики на 150° до 180°, рахуючи від точки весняного рівнодення; мутабельний знак тригона Земля.
У західній астрології вважається, що Сонце знаходиться в знаку Діви приблизно з 23 серпня по 23 вересня, у ведичній — з 17 вересня до 15 жовтня. Не слід плутати знак Діви з сузір'ям Діви, в якому Сонце перебуває з 16 вересня до 30 жовтня.

## Міфологія
Зі сузір'ям Діви пов'язано кілька міфів, героїнею найвідомішого є Персефона — дочка Зевса від богині родючості Деметри. Батько віддав дівчину своєму похмурому братові Аїду, володарю підземного царства. Деметра була вбита горем і похмурі часи настали для всього живого на землі, квіти зів'яли, дерева втратили своє листя, злаки не давали зерна, не плодоносили сади.
Зевс повелів Аїдові відпускати дружину на землю щоб та могла бачитися зі своєю матір'ю. Відколи Персефона знаходиться в царстві чоловіка, зневіра нападає на Деметру, настає зима. Кожне повернення дочки до своєї матері пробуджує природу і приходить весна у всьому її блиску і радості.
Інше асоціювання пов'язане з міфом про Партенос, який пояснює, як з'явилося сузір'я Діви. Згідно з цією легендою, Партенос є дочкою Стафіла і Хрісотеміди, та сестрою Роео і Молпадії. Аполлон запліднив Роео, і, коли її батько, припускаючи, що це зробив невідомий залицяльник, дізнався про її вагітність, він замкнув її в скрині та кинув у річку. Партенос і Молпадію батько призначив стежити за вином, але вони заснули, і, поки вони спали, бочки з вином зламали свині. Коли сестри прокинулися, вони побачили, що сталося, і, побоюючись батьківського гніву, кинулися з обриву. У страху вони втекли і кинулися з найближчої скелі. Аполлон врятував їх, поселивши Молпадію в Кастаб, де вона стала місцевою богинею Гемітеєю, а Партенос — у Бубастіс, де її вшановували як місцеву богиню. Інша версія історії стверджує, що Партенос була дочкою Аполлона, а сузір'я увічнює її ранню смерть.
В іншому грецькому міфі Діва асоціюється з Ерігоною, Афінською дівчиною і дочкою Ікарія. Після того, як Ікарія було вбито його пастухами у п'яному гніві, Ерігона повісилася з горя, а її пес Маера покінчив із собою. Зевс або Діоніс помістили їх на небо як сузір'я: Ерігону як Діву, Ікарія як Візничого, а Маеру як Малого Пса.
У єгипетській міфології присутність Сонця в Діві знаменувала початок збору пшениці, що пов'язує Діву із зерном пшениці. У християнстві народження Ісуса від діви у Віфлеємі символічно пов'язане з Дівою. Давній Зодіак починався з Діви і закінчувався Левом.

## Символ
Символ Діви ♍ (може не відображатися в деяких браузерах) в Юнікоді знаходиться під десятковим номером 9805 або шістнадцятковим номером 264D і може бути введений в HTML-код як  ♍  або  ♍ .

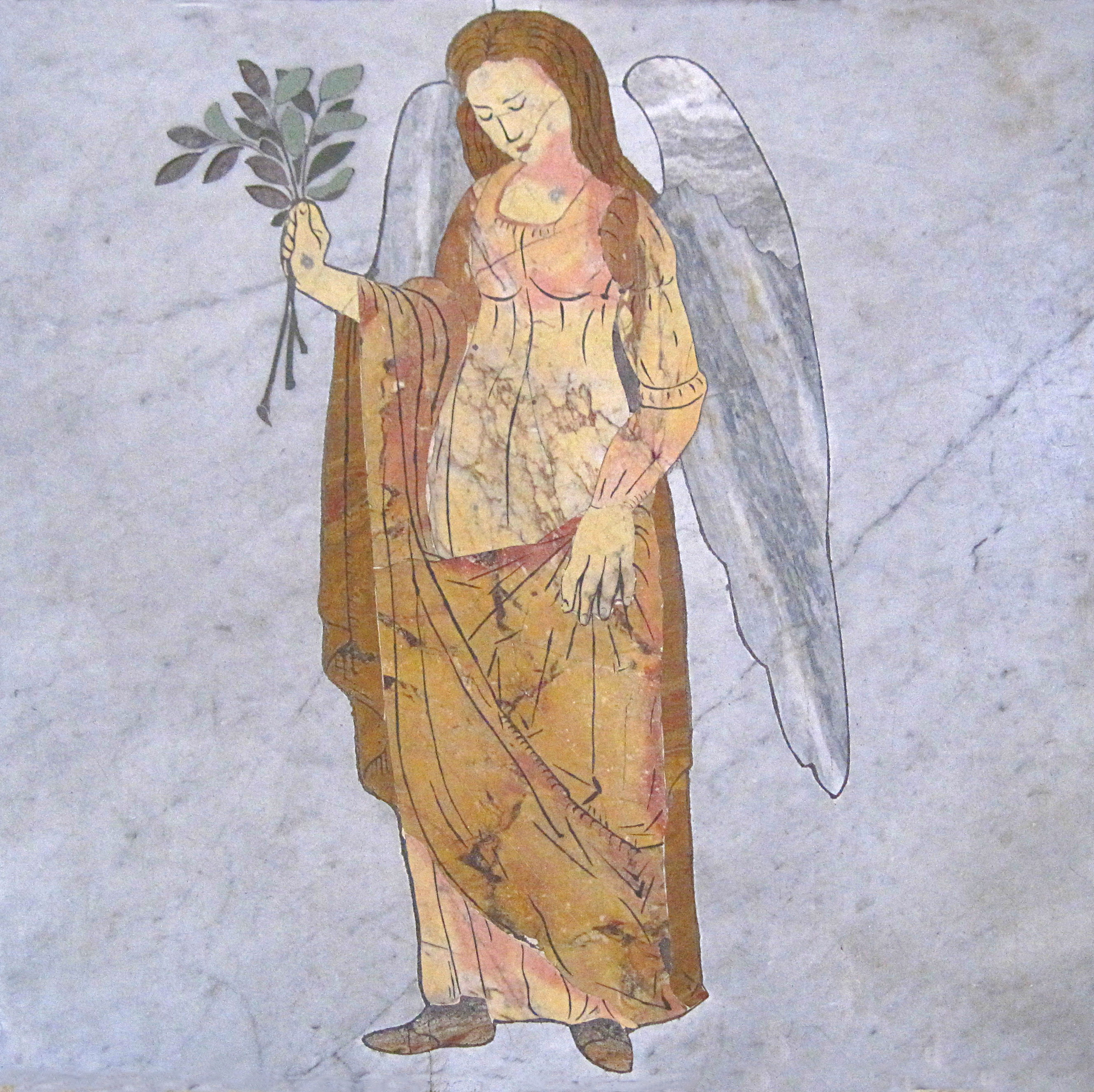
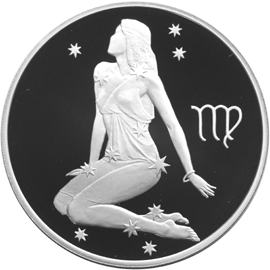
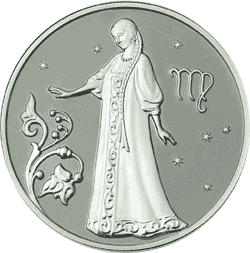